# Stalagtia kratochvili
Espèce
Stalagtia kratochvili est une espèce d'araignées aranéomorphes de la famille des Dysderidae.

## Distribution
Cette espèce est endémique de l'Épire en Grèce,.

## Description
Le mâle holotype mesure 6,32 mm et la femelle paratype 5,05 mm.

## Étymologie
Cette espèce est nommée en l'honneur de Josef Kratochvíl.

## Publication originale
- Brignoli, 1976 : Ragni di Grecia IX. Specie nuove o interessanti delle famiglie Leptonetidae, Dysderidae, Pholcidae ed Agelenidae (Araneae). Revue suisse de Zoologie, vol. 83, no 3, p. 539-578 (texte intégral).